# Ochrotrichia islenia
Ochrotrichia islenia är en nattsländeart som beskrevs av Lazar Botosaneanu 1977. Ochrotrichia islenia ingår i släktet Ochrotrichia och familjen smånattsländor. Inga underarter finns listade i Catalogue of Life.